# Co Ho
I Co Ho sono un gruppo etnico del Vietnam la cui popolazione è stimata in circa 128.723 individui (censimento del 1999).
I Co Ho sono presenti essenzialmente nelle province di Lam Dòng, Binh Thuan, Ninh Thuan e Khanh Hoa. I nomi alternativi per i Co Ho sono: Coho, Caho, Kohor. La religione predominante è il Cristianesimo.

## Lingua
I Co Ho parlano una propria lingua, la lingua koho, i cui principali dialetti sono il Chil (Kil), il Tring (Trinh), lo Sre, il Kalop, il Sop, il Laya, il Rion, il Nop (Xre Nop, Tu-Lop), il Tala (To La), il Kodu (Co-Don), il Pru, il Lac (Lat, Lach).

## Riferimento
- Elenco etnie ufficialmente riconosciute dal Vietnam (elenco presente sul sito del COCI vietnamita, una commissione governativa ufficiale creata dal Ministero della Cultura e dell'Informazione